# خوزه لوئیس تامایو
خوزه لوئیس تامایو (انگلیسی: José Luis Tamayo؛ زاده ۲۹ ژوئیهٔ ۱۸۵۸ – درگذشته ۷ ژوئیهٔ ۱۹۴۷) سیاستمدار، و وکیل اهل اکوادور بود. وی از ۱ سپتامبر ۱۹۲۰ تا ۳۱ اوت ۱۹۲۴ رئیس‌جمهور این کشور بود.
خوزه لوئیس تامایو در ۷ ژوئیه ۱۹۴۷، در سن ۸۸ سالگی درگذشت.